# Aerides rosea
Espèce
Aerides rosea est une espèce de plantes à fleurs de la famille des Orchidaceae. C'est une orchidée épiphyte originaire d'Asie du Sud-Est.

## Synonymes
- Aerides affinis var. rosea (Lodd. ex Lindl. & Paxton) C.S.P.Parish (1883)
- Aerides trigona Klotzsch (1855)
- Aerides williamsii R. Warner (1865)
- Aerides fieldingii Lodd. ex E. Morren (1876)
- Aerides fieldingii var. williamsii (R. Warner) H.J. Veitch (1891)
- Aerides fieldingii var. alba L. Linden (1897)
- Aerides rosea f. alba (L. Linden) Christenson (1994)

## Distribution
Forêts d'Asie du Sud-est, entre des altitudes de 300 à 1700 m, depuis l'Assam, le Bhoutan, la Chine ((Guangxi, Guizhou, Yunnan), jusqu'au Viêt Nam

## Illustrations

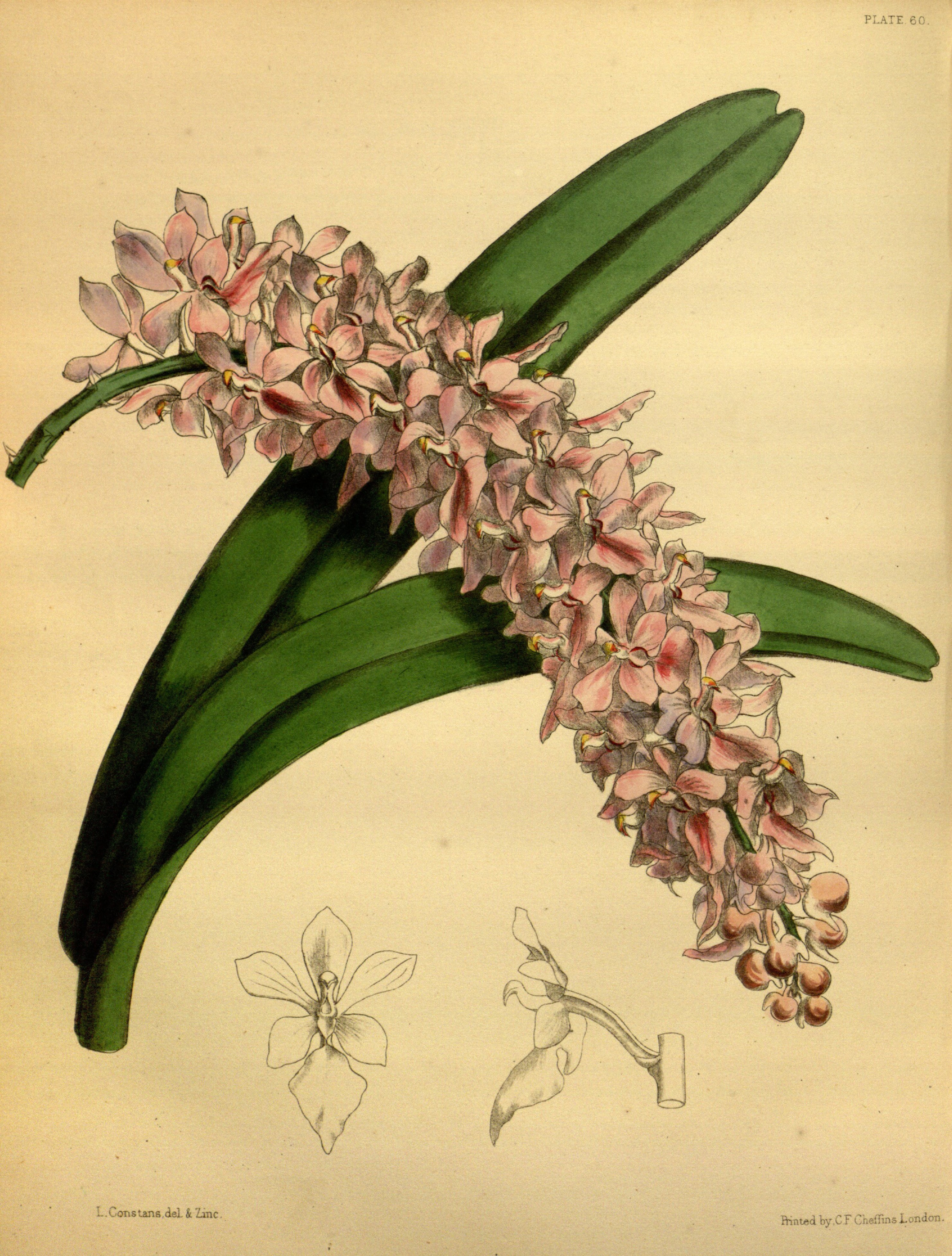
Aerides rosea Paxton's Flower Garden 1853.
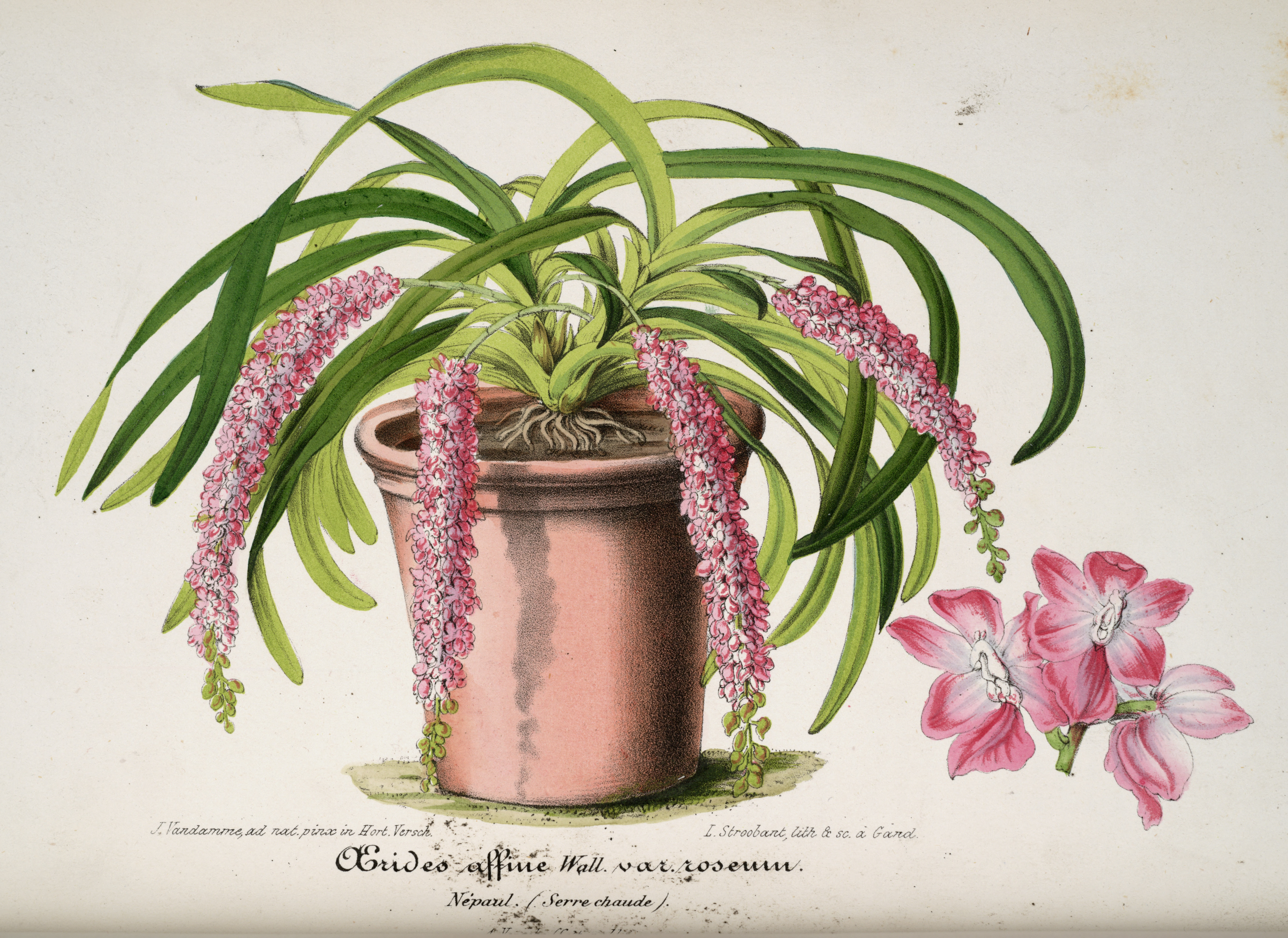
Aerides rosea Charles Antoine Lemaire 1856.
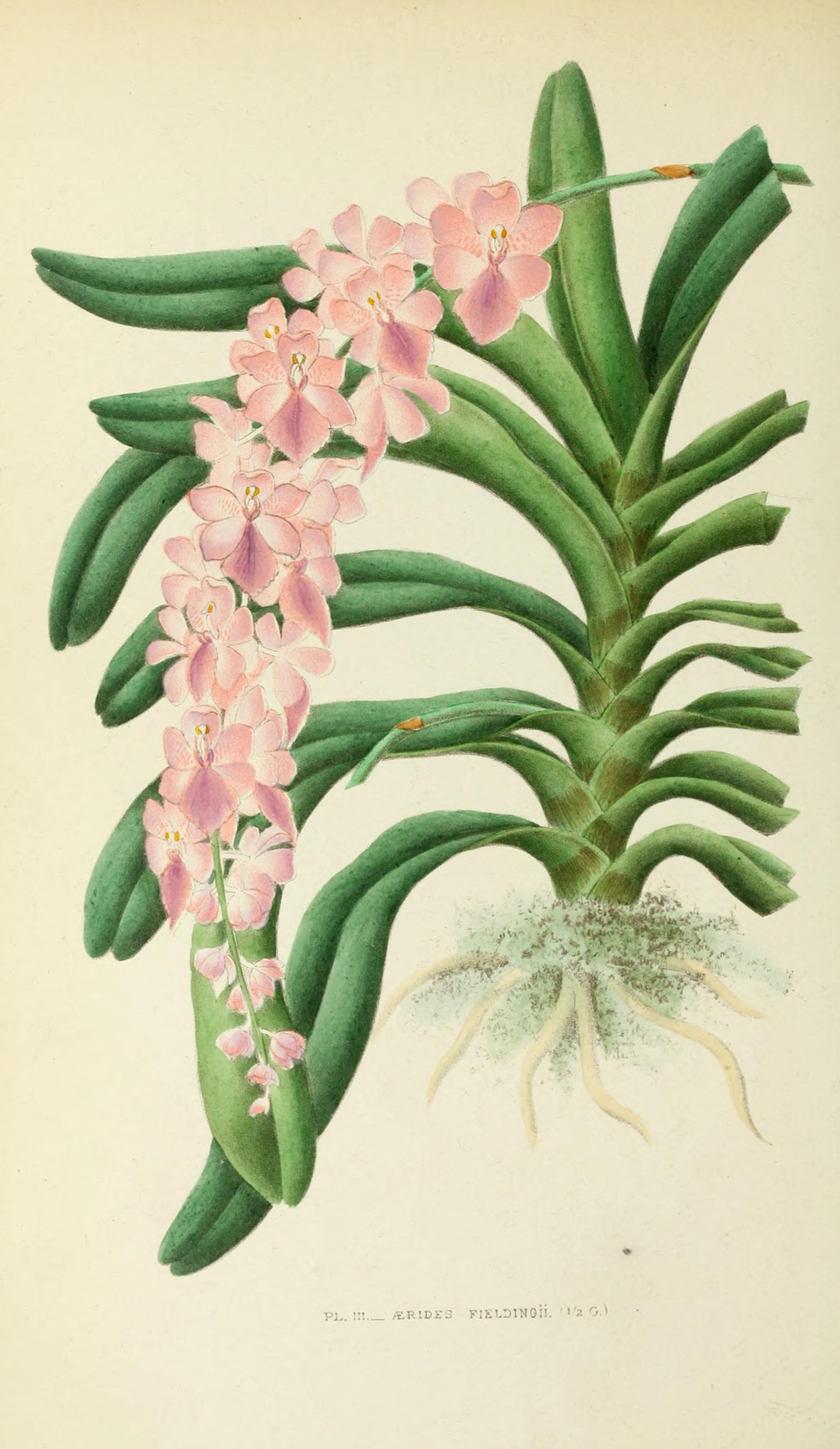
Aerides fieldingii Paul Émile de Puydt 1880.
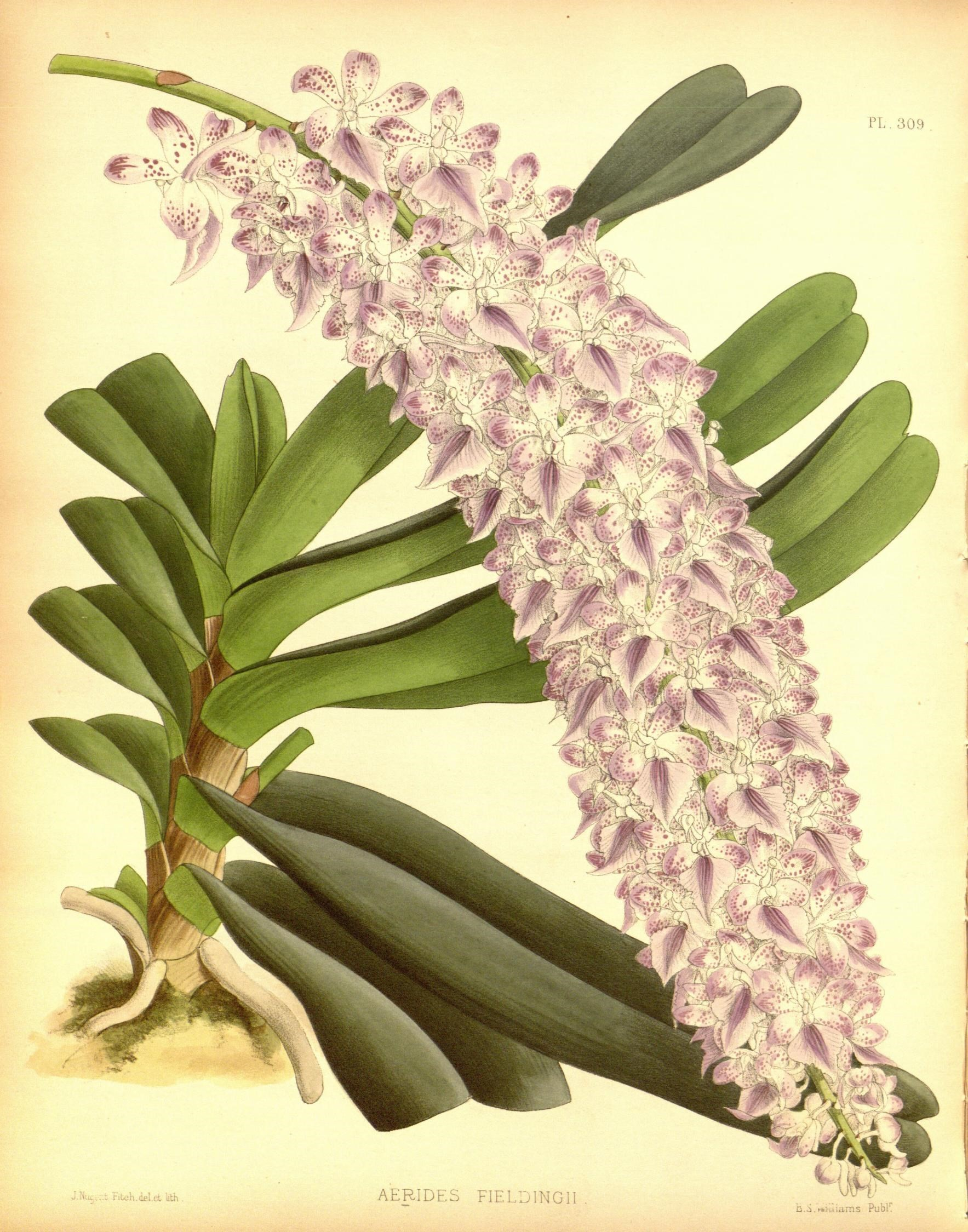
Aerides fieldingii The Orchid Album 1888.
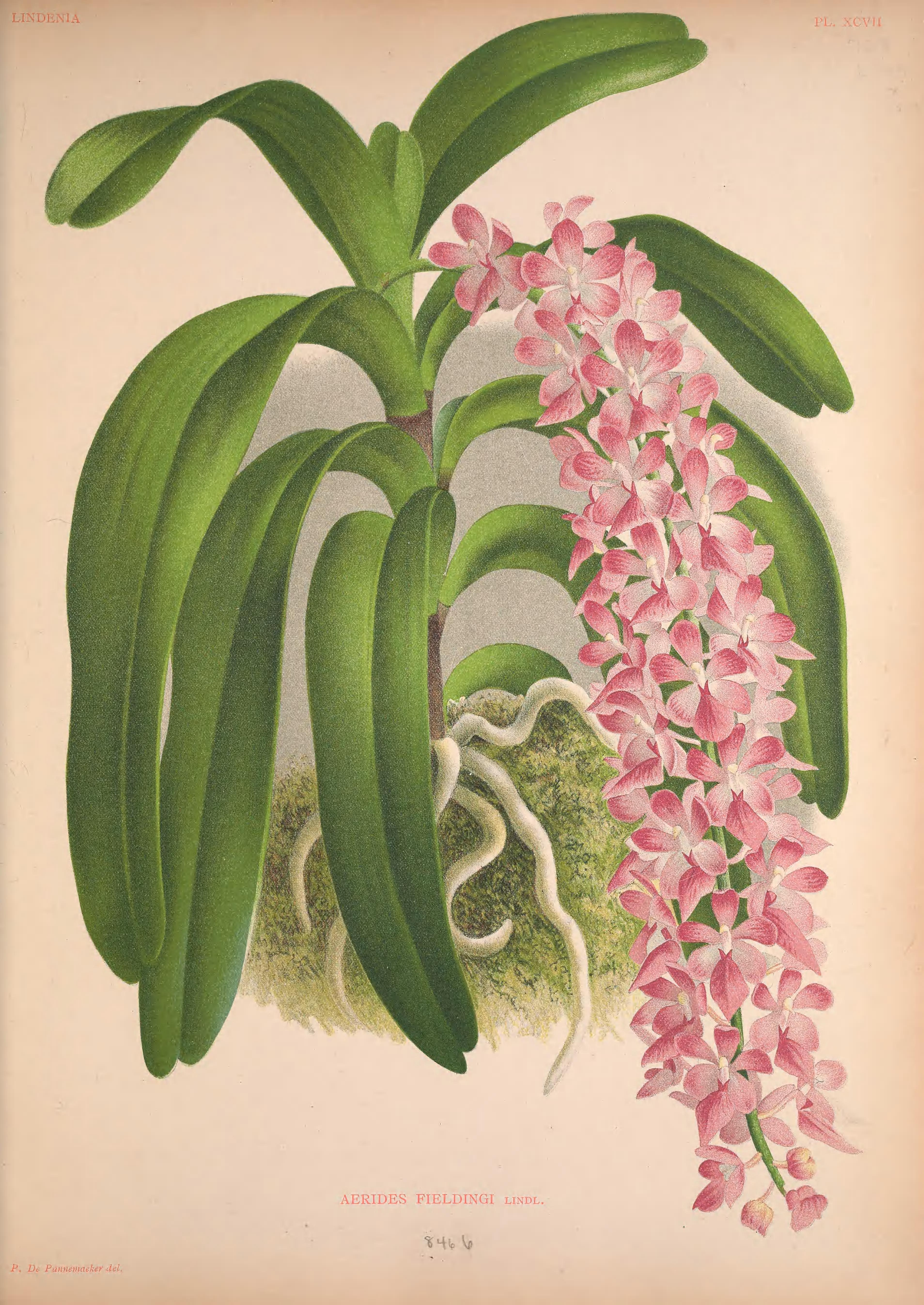
Aerides fieldingii Jean Linden 1885.